# Kralupy nad Vltavou (nádraží)
Kralupy nad Vltavou jsou železniční stanice v centru města Kralupy nad Vltavou na trati Praha – Ústí nad Labem – Děčín.

## Historie
Původní stanice byla na pomezí Kralup a Lobče vybudována jakožto součást trati společnosti Severní státní dráha (NStB) spojující Prahu a Drážďany, podle univerzalizované podoby stanic celé železniční stavby, autorem byl architekt Antonín Brandner. Nacházela se několik stovek metrů v severním směru trati. 1. června 1850 byl s kralupským nádražím uveden do provozu celý nový úsek trasy z Prahy do Lovosic, odkud roku 1851 mohly vlaky pokračovat do Podmokel (Děčína) a na hranici se Saskem.
Druhé nádraží vybudované společností Turnovsko-kralupsko-pražská dráha (TKPE) fungovalo v letech 1865 až do roku 1982. Stanice zažila i slavnostní příjezd císaře Františka Josefa II. 17. června 1901. Dvorní vlak s panovníkem a jeho doprovodem se v Kralupech zastavil na sedm minut za masové účasti lidí z Kralup a okolí. Nádraží patřilo spolu s kralupskou rafinerií mezi cíle náletu amerických bombardérů v poledne 22. března 1945.
V roce 1974 byla zahájena přestavba železničního uzlu, při které byly zbořeny k dráze přiléhající části ulic Husovy a Jungmannovy a staré nádraží. Od roku 1976 procházely železniční tratě v celém městě rozsáhlou přestavbou. Velkorysá čtyřposchoďová panelová budova nového nádraží byla uvedena do provozu po dvouleté výstavbě v roce 1986. Mezi výzdobou je možné najít bronzovou sochu běžícího Prométhea nesoucího oheň od brněnského sochaře Ladislava Martínka (1926–1987) či pamětní desku připomínající oběti 2. světové války z řad železničářů.
Při povodni v roce 2002 bylo nádraží zaplaveno spolu s centrem města.

## Tratě
- 090 a 091: Praha – Ústí nad Labem – Děčín
- 092: Neratovice – Kralupy nad Vltavou
- 093: Kralupy nad Vltavou – Kladno
- 110: Kralupy nad Vltavou – Louny
- 111: Kralupy nad Vltavou – Velvary